# 杉木附丝壳
杉木附丝壳（学名：Appendiculella cunninghamiae）是属于小煤炱目小煤炱科附丝壳属的一种真菌，寄生在杉木上。该种分布于中国。